# Dworek Cisowy

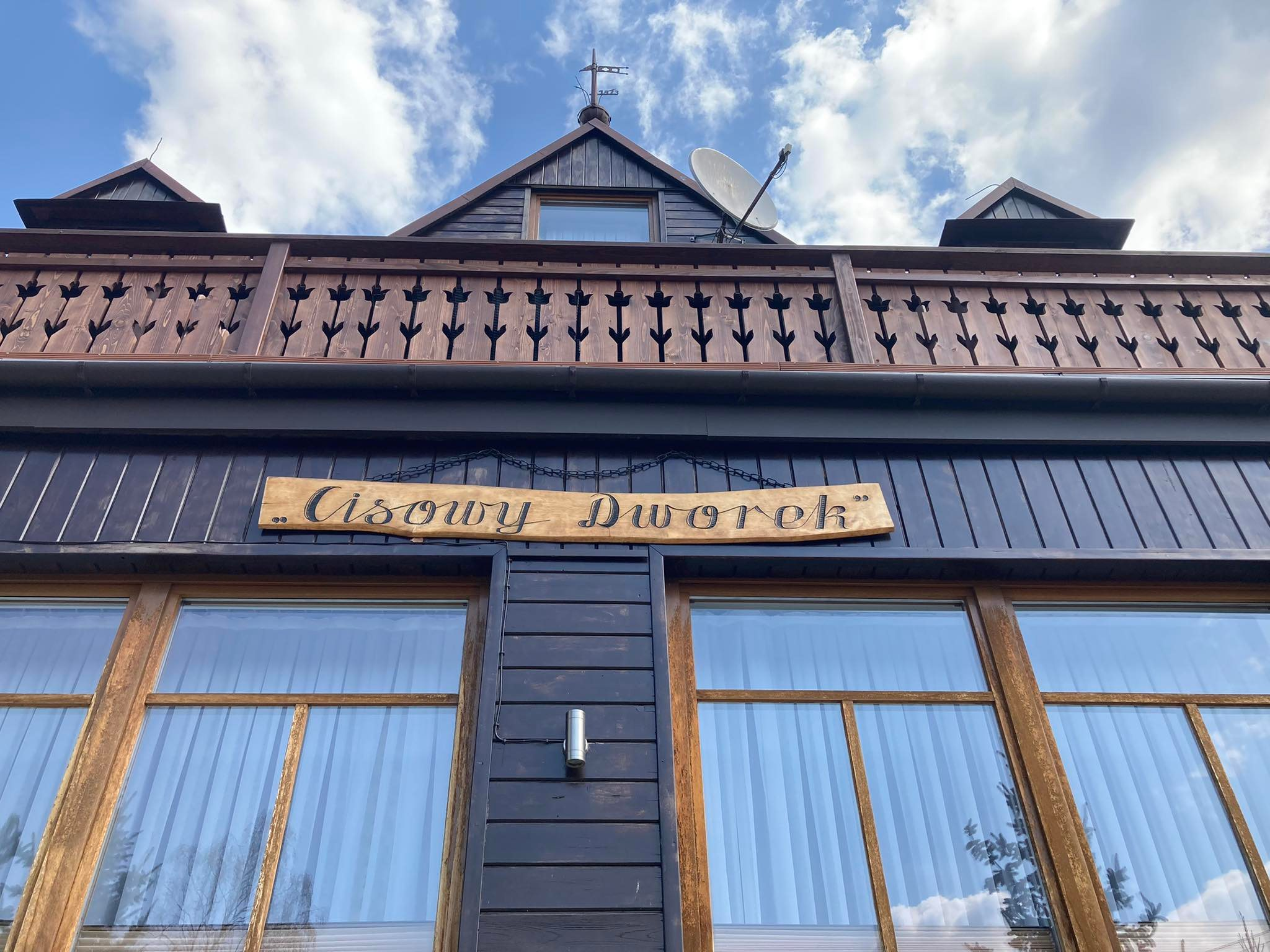
Cisowy Dworek – wygląd z zewnątrz

Dworek Cisowy (Instruktorska Szkoła Harcerek „Cisowy Dworek”) – ośrodek szkoleniowo-edukacyjny w Sromowcach Wyżnych, wymyślony i stworzony przez Olgę Małkowską. W latach 1923–1939 był miejscem kształcenia i wychowania dla harcerek oraz okolicznych dzieci.

## Powstanie i wczesne lata działalności (1923–1925)
Powstanie Dworku Cisowego wiążę się z wizją Olgi i Andrzeja Małkowskich, dotyczącą stworzenia „Rzeczpospolitej Lutyckiej”. Według swych założeń miała być to osada lub gmina, której całe funkcjonowanie miało być oparte na zasadach skautowych. Ludzie mieli mieć zapewnione stabilne warunki do pełnego rozwoju umysłowego, fizycznego i duchowego w otoczeniu i poszanowaniu przyrody. Realizację tego marzenia, przerwała śmierć Andrzeja Małkowskiego w 1919 roku.

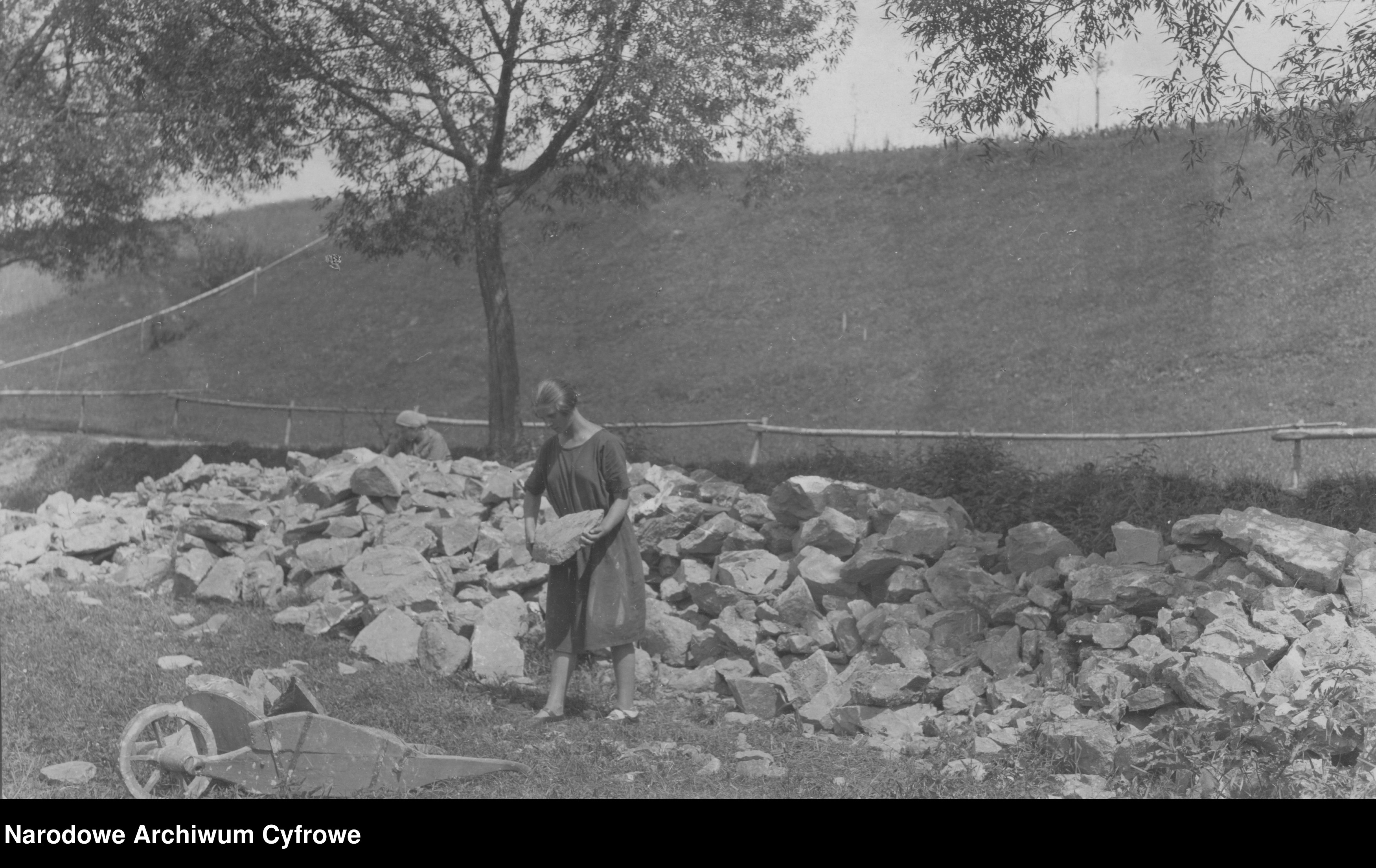
Harcerka ładuje kamienie na taczkę

Wiosną 1923 roku, podczas wyprawy w Pieniny, Olga Małkowska wraz z synem Lutykiem odwiedziła miejsce w Sromowcach Wyżnych, które przed laty jej mąż wybrał na realizację ich wspólnego marzenia. Ziemia była na sprzedaż, jednak jej koszt zdecydowanie przewyższał możliwości Małkowskiej. Opisała sytuację w liście do swej przyjaciółki, skautki Violety Mason, która zdecydowała się sfinansować zakup ziemi i początkowy etap budowy. 1 października 1923 roku sporządzono akt notarialny.

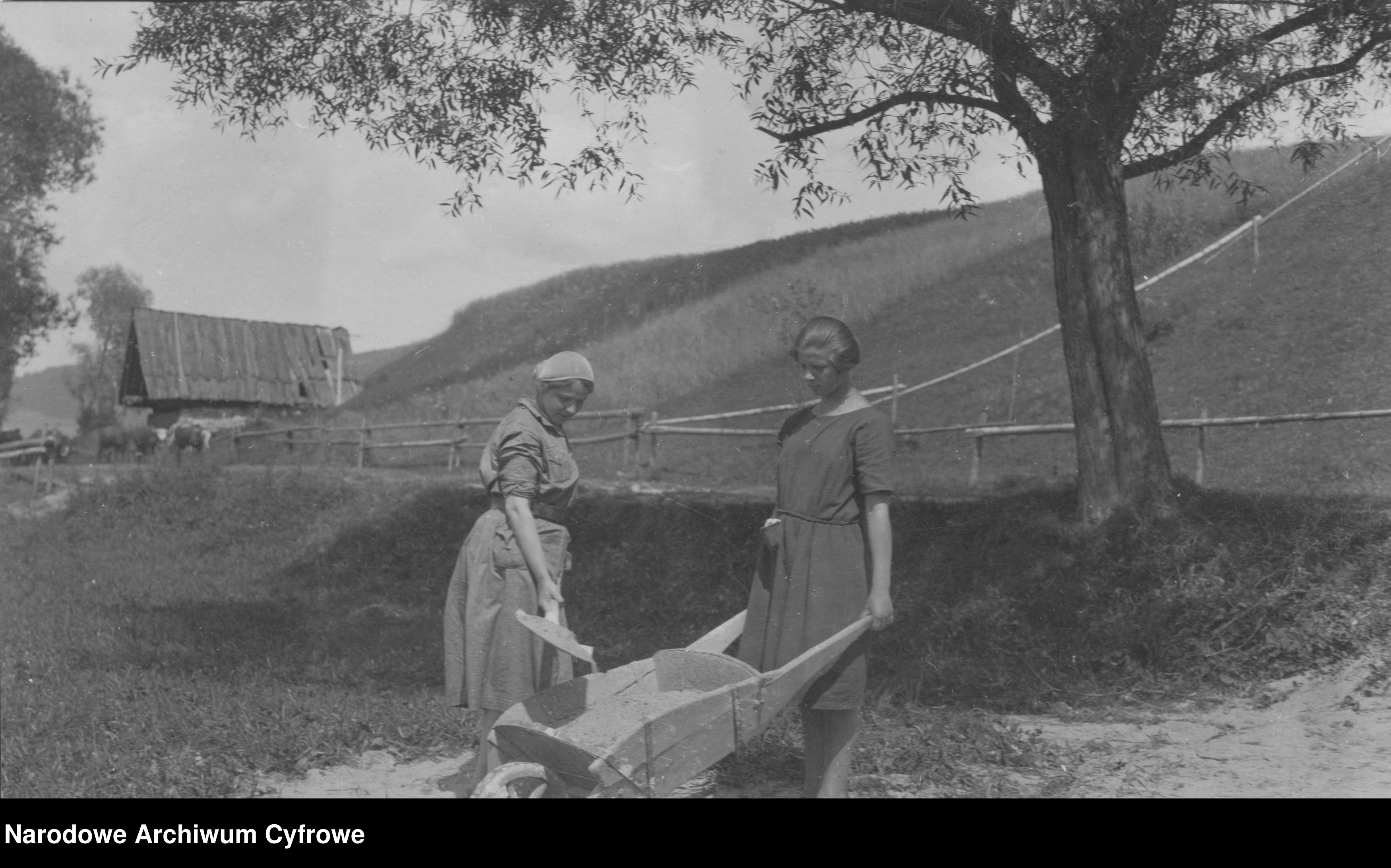
Harcerki ładują piasek na taczkę

Budowa Dworku Cisowego rozpoczęła się w 1924 roku według projektu Eugeniusza Wesołowskiego. Budynek został zaprojektowany w stylu góralskim. Prace budowlane oprócz wykwalifikowanych robotników, wykonywały harcerki, przyjeżdżające z całego kraju na obozy robocze. Wiele materiałów do budowy zostało dostarczone przez okolicznych mieszkańców. Uroczystość wmurowania kamienia węgielnego, była z kolei bardzo skromna – wzięli w niej udział ks. Józef Kosibowicz, Olga Małkowska, jej syn Lutyk i Violeta Mason. W trakcie budowy Olga Małkowska kilkukrotnie wyjeżdżała za granicę, gdzie dzięki odczytom, zdobywała pieniądze na kolejne etapy. Zbiórki pieniędzy ogłaszały także takie czasopisma harcerskie jak „Skaut”, wydawano również okolicznościowe pocztówki, a dochód ze sprzedaży w całości przekazywano na prace budowlane. W lecie 1925 roku obozy robocze skupiły się na pracach wykończeniowych – wstawiano szkło w okna, odbywało się malowanie czy porządkowanie domu i otoczenia.

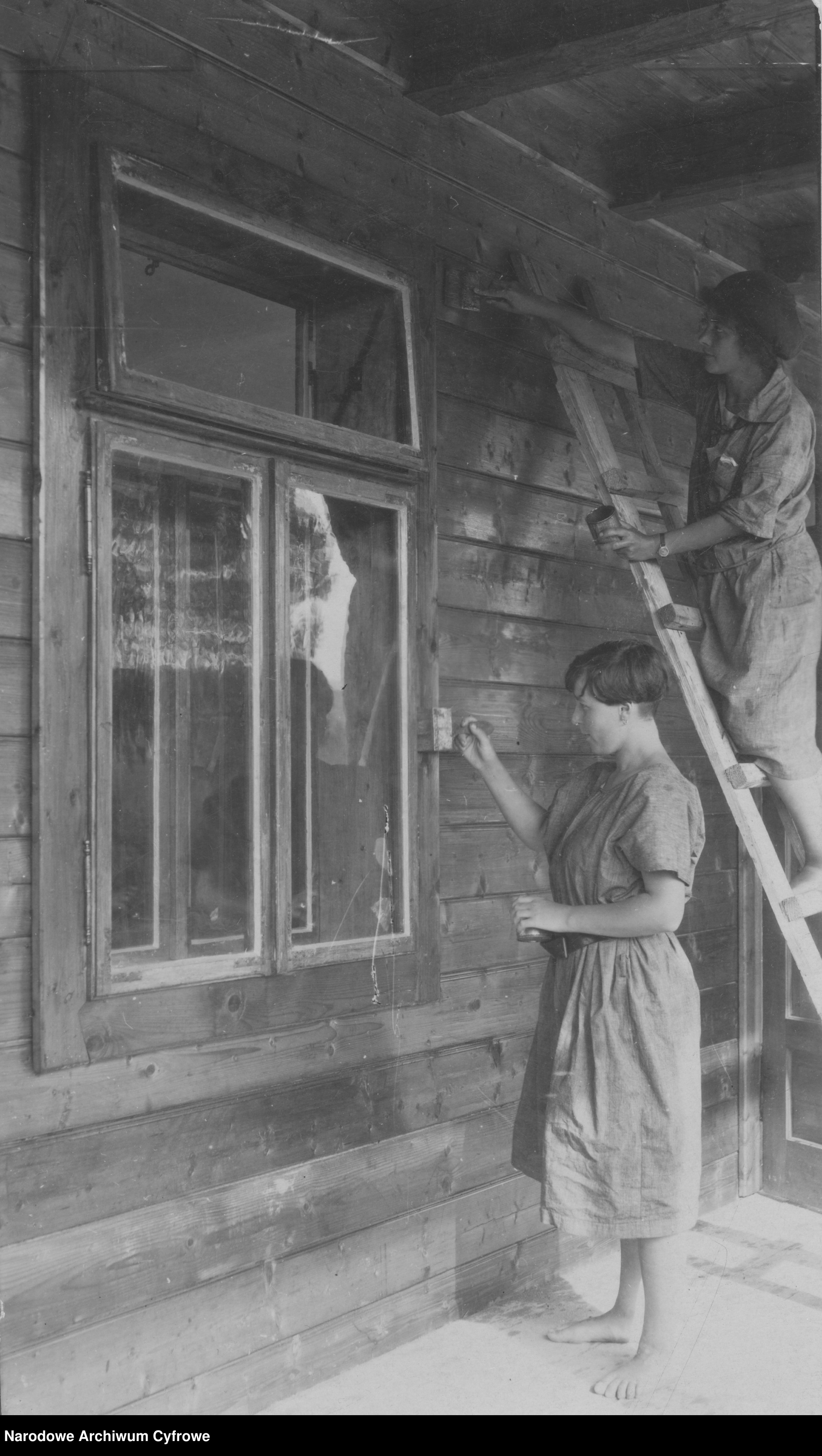
Harcerki malują pokostem ściany budynku szkoły

Poświęcenie i oficjalne otwarcie Dworku Cisowego miało miejsce 23 sierpnia 1925 roku. Na uroczystość przybyli przedstawiciele władz z Nowego Targu, harcerki oraz inspektorka do spraw harcerskich Ministerstwa Wyznań Religijnych i Oświecenia Publicznego, hm. Maria Wocalewska. Pierwsi wychowankowie pojawili się we wrześniu 1925 roku.
Stosunek prawny Dworku Cisowego do Związku Harcerstwa Polskiego, uregulował rozkaz Naczelnictwa ZHP z dn. 15 grudnia 1926 roku. Stwierdzono w nim, że Szkoła Pracy Harcerskiej „Dworek Cisowy” w Sromowcach Wyżnych jest placówką Olgi Małkowskiej, a pod względem programowym jest podporządkowana Głównej Kwaterze Harcerek. Olga Małkowska miała obowiązek składać sprawozdania na zjazdach Naczelnej Rady Harcerskiej. Ponadto w statystykach ZHP, poświęcono osobne miejsce na statystyki dotyczące Dworku Cisowego.

## Okres rozkwitu (1926–1933)

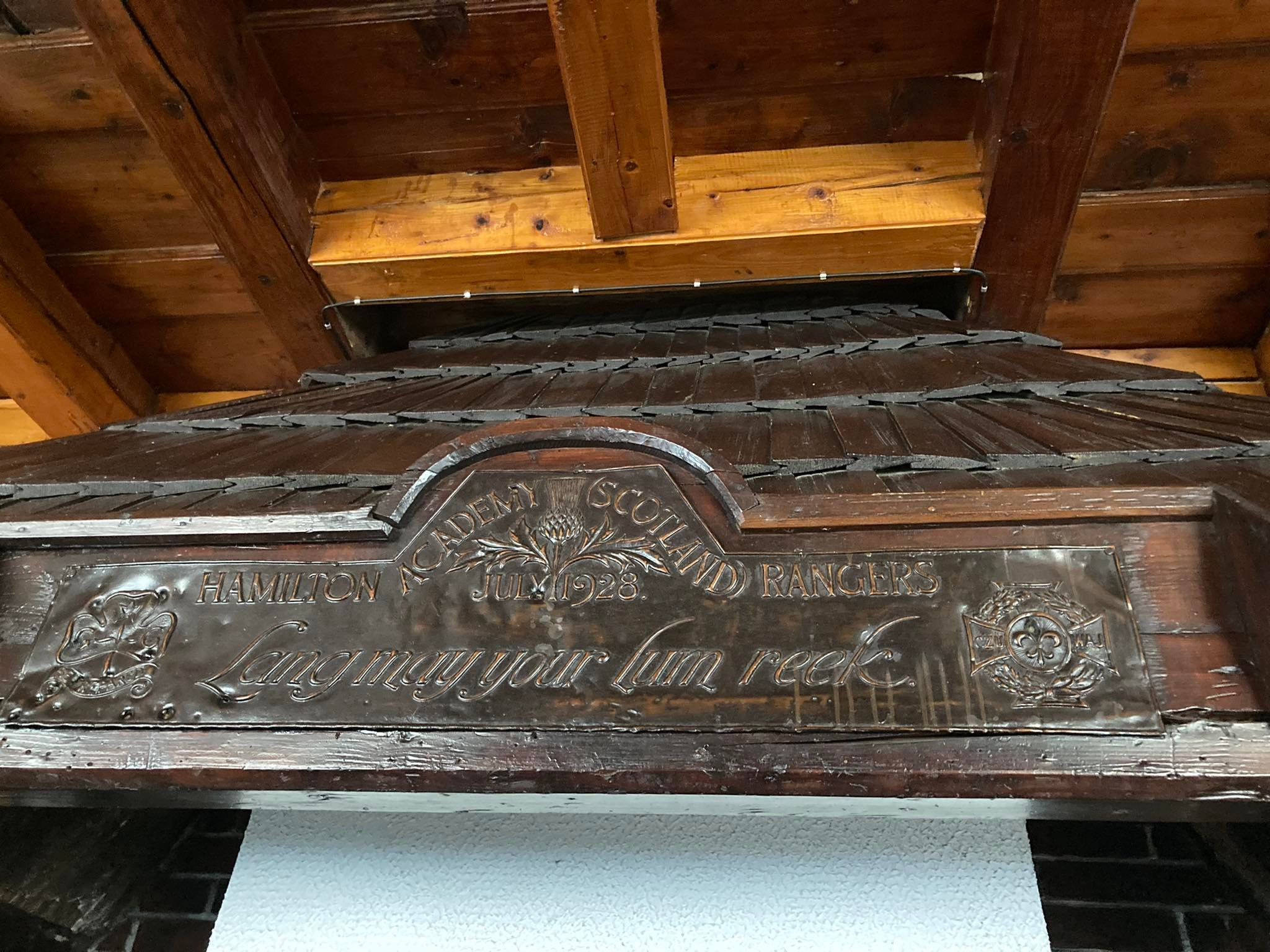
Wnętrze Cisowego Dworku – kominek

Choć Cisowy Dworek był nazywany Szkołą Instruktorek Harcerskich, nie przyjął on tak jednoznacznej roli. Przede wszystkim stał się ośrodkiem życia harcerskiego. Oprócz odwiedzających Dworek obozów harcerskich, Główna Kwatera Harcerek podjęła z ośrodkiem ścisłą współpracę wybierając go na miejsce kursów instruktorskich. Odbywały się w nim również liczne zjazdy programowe i konferencje harcerskie. Dodatkowo organizowano kursy mające wspierać dziewczęta i harcerki w dorosłym życiu, takie jak kurs niesienia pomocy sanitarnej, kurs opieki nad niemowlętami czy kurs dla nauczycielek. Stałym elementem życia Dworku były zagraniczne obozy skautowe organizowane na jego terenie i w najbliższej okolicy. W sierpniu 1932 roku, Dworek Cisowy odwiedziła Naczelna Skautka Świata Olave Baden-Powell, pozostawiając wpis w kronice.
W 1927 roku oddano do użytku budynek „Orle Gniazdo”, a w 1929 roku „Watra”.
Do 1928 roku trwały w Dworku prace wykończeniowe i remontowe, realizowane w głównej mierze przez harcerki powyżej 16 roku życia.

### Koncepcja pedagogiczna
Olga Małkowska była żywo zainteresowana koncepcjami pedagogicznymi XX. wieku. Z zachowanych notatek wynika, że znała koncepcje pedagogiczne Mary Everest Boole, Édouard Claparède, Pierre Bovet, Maria Montessori czy John Dewey. Poglądy te, a także jej przemyślenia doprowadziły do wytworzenia specyficznej koncepcji pedagogicznej w Cisowym Dworku. Głównym postulatem było stworzenie dziecku warunków do pełnego rozwoju jego indywidualnego charakteru, jednocześnie z zachowaniem ingerencji dorosłych, która mogłaby ten rozwój wspierać. Bardzo duży nacisk położono na wychowanie fizyczne. Dzieci miały być hartowane, wyrabiano w nich poprzez zajęcia i ćwiczenia odporność fizyczną, dzielność, sprawność i samodzielność. Każde z dzieci nie tylko uczestniczyło w licznych wędrówkach i zabawach w terenie, ale było także współodpowiedzialne za porządek. Tym samym program pracy nie był ściśle uregulowany, a poszukując pracowników i nauczycieli, Olga Małkowska kierowała się nie ich długoletnią praktyką, a otwarciem na świat i nowatorskie pomysły.
Bardzo ważnym aspektem edukacji w Cisowym Dworku, było ułatwienie startu w dorosłym życiu młodym dziewczętom, harcerkom. W tym celu organizowano w nim kursy zawodowe. Dziewczęta miały więc okazję się zorientować jaki zawód odpowiadałby ich umiejętnością oraz zainteresowaniom, a także wykształcić w sobie stosunek do własnej pracy i tego jak należy ją wykonywać.
Szczególnie w początkowym okresie istnienia szkoły, zajęcia odbywały się niezbyt systematycznie, a dzieciom pozwalano na eksperymentowanie. Przepisy państwowe wymusiły jednak na prowadzenie zajęć zgodnie z obowiązującym programem nauczania. Nauczycielki miały pozostawioną dużą swobodę, dzięki czemu mogły poprzez praktykę i kreatywność, przedstawiać dzieciom obowiązujące je zagadnienia.

### Współpraca z mieszkańcami i gospodarka

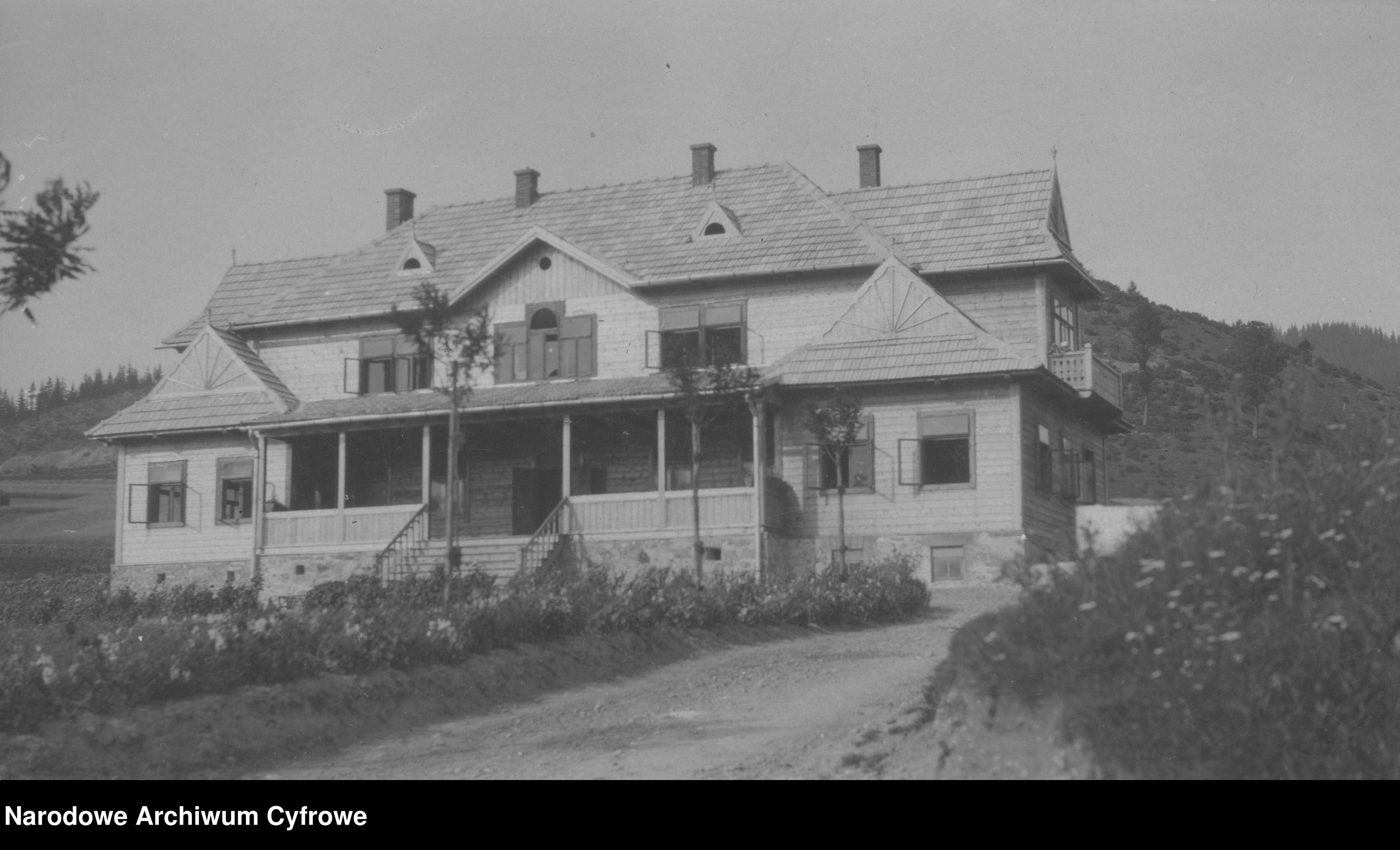
Dworek Cisowy; widok zewnętrzny ukończonego budynku szkoły

Dworek Cisowy od początku swojego istnienia, starał się być ośrodkiem samowystarczalnym. Jadłospis był wegetariański, a produkty do jego przygotowania zapewniał własny ogród i gospodarstwo. Uprawiano ziemniaki, zboże oraz siano, przygotowywano przetwory oraz kiszonki. W Dworku zamieszkiwały krowy, świnie, koń, osioł, a także drób. Dworek utrzymał się ponadto z opłat za utrzymanie i naukę dzieci, choć dużym utrudnieniem był fakt, że wpływały one nieregularnie.
Ze względu na to, że Sromowce Wyżne były ubogą wsią, co czwartek wyruszano do Nowego Targu na zakupy, skąd przywożono zapas kaszy, mąki, cukru, soli i nafty.
W ramach współpracy z mieszkańcami zorganizowano dwa zastępy harcerskie Wilczków (chłopięcy) oraz Krasnoludków (dziewczęcy). W początkowych latach istnienia tych zastępów, położono nacisk na rozwijanie praktyk higienicznych takich jak mycie zębów, codzienne wietrzenie izby czy radzenie sobie w przypadku skaleczeń. Zapoznawano dzieci również z praktykami harcerskimi, a dziewczynki uczyły się dodatkowo gotowania pożywnych potraw, szycia i szydełkowania. W samym Dworku zapoznano dzieci ze zdobyczami cywilizacji takimi jak radio, a także zabrano je na pierwszą w ich życiu wycieczkę koleją. Olga Małkowska w 1934 roku zaprojektowała projekt programu pracy wiejskich drużyn harcerskich, jak i program kursu dla drużynowych wiejskich. Obył się on w tym samym roku i został połączony z kursem gospodarczym. Najważniejszym aspektem działalności Dworku było organizowanie pomocy pielęgniarskiej dla mieszkańców i upowszechnianie zasad higieny. Prowadzono również biblioteczkę. Od 1932 roku organizowano „Koła Młodzieży Wiejskiej” w ramach których organizowano zajęcia oświatowe i kulturalne.

## Trudne lata (1934–1939)

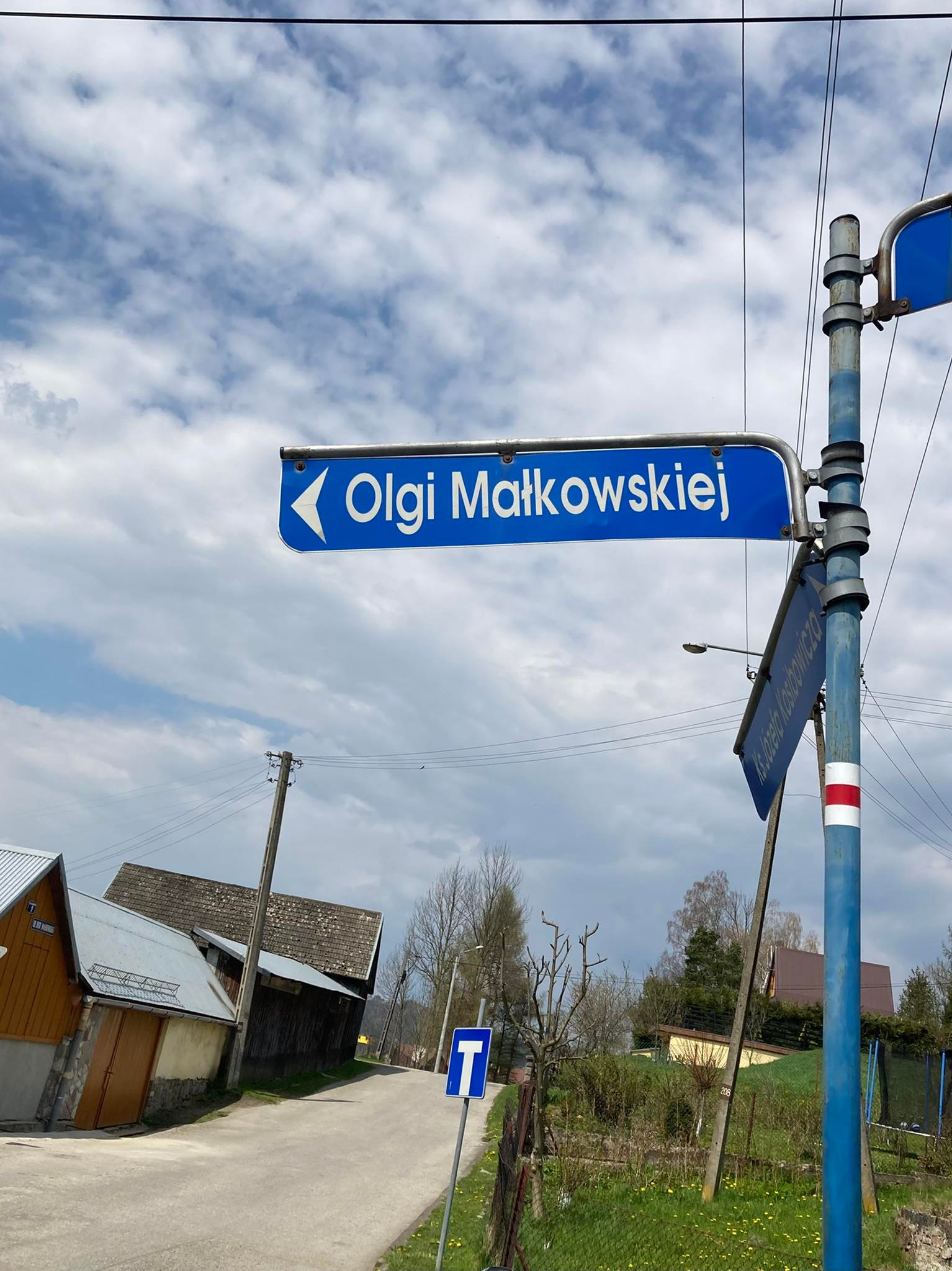
Ul. Olgi Małkowskiej w Sromowcach Wyżnych – obecne położenie Cisowego Dworku

Rok 1934 nie był łatwym rokiem w historii działalności Dworku Cisowego. Latem 1934 roku olbrzymia powódź objęła całe Podhale, w tym również Sromowce Wyżne. Dzięki położeniu na wzniesieniu Dworek nie ucierpiał, jednak pracownice dworku i jego wychowankowie zajęli się wsparciem dla okolicznych powodzian. Starty były na tyle duże, że zapadła decyzja o zamknięciu tymczasowym szkoły i przyjęto pod jej dach 50 dzieci z najbardziej poszkodowanych rodzin. Dzięki opiece medycznej i wyżywieniu, szybko wracały do sił. Dzieci pozostawały w Dworku tak długo, aż warunki życia w ich rodzinnych miejscowościach uległy znacznej poprawie. Ostatnie z dzieci opuściło Dworek w 1936 roku.
Ze względu na to, że szkoła w Cisowym Dworku była szkołą prywatną, jej uczniowie zdawali egzaminy w Nowym Targu. Władze oświatowe wywierały jednak presje na to, aby Olga Małkowska uzyskała dla szkoły prawa publiczne. Ze względu na zagrożenie zamknięciem ośrodka, wprowadzono tradycyjne metody nauczania. Wciąż jednak organizowano z dziećmi przedstawienia, baliki, organizowano wycieczki po okolicy.
W sierpniu 1939 roku, w obliczu zbliżającej się wojny Olga Małkowska odesłała dzieci dworkowe do rodziców, sama zaś wyruszyła do Krakowa aby porozumieć się z Przewodniczącym ZHP Michałem Grażyńskim. Wojna zastała ją w drodze powrotnej do Sromowiec. Ostrzeżona przez ludność o tym, że jest na liście osób do aresztowania, podjęła próbę przedostania się na zachód.

## Dzieje „Dworku Cisowego” po wojnie

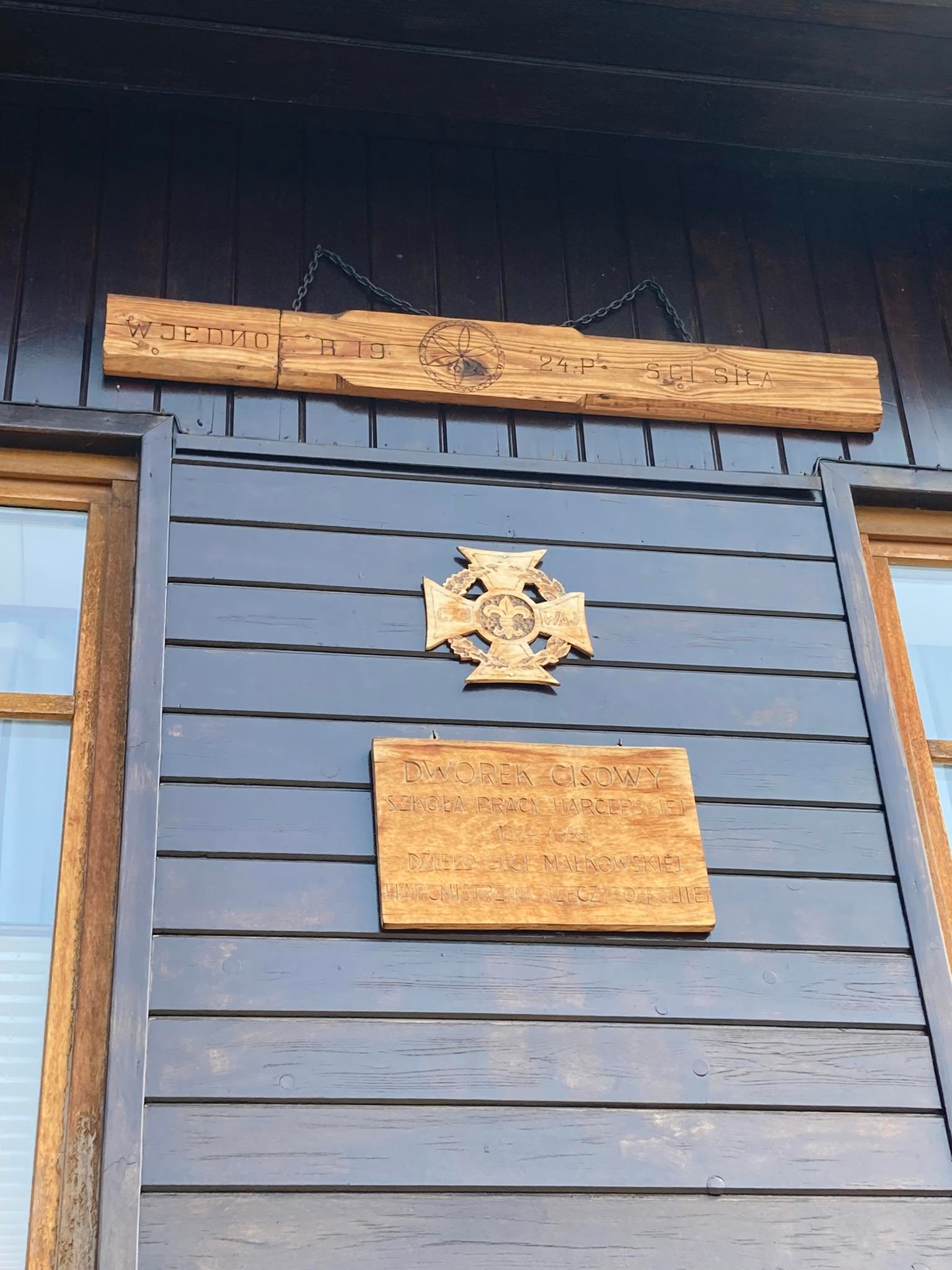
Cisowy Dworek – tablica pamiątkowa

Dworek Cisowy nie uległ zniszczeniom podczas II wojny światowej, między innymi dzięki interwencjom okolicznej ludności. Na początku stycznia 1945 roku służył jako schronienie dla osieroconych dzieci. W kolejnych latach harcerki starały się przywrócić w Dworku dawną działalność, Olga Małkowska przysyłała z zagranicy dary rzeczowe. W listopadzie 1949 roku cały teren Dworku Cisowego został przekazany w dzierżawę Towarzystwu Domów i Prewentoriów Dziecięcych, zaś od kwietnia 1954 roku mieściła się tutaj szkoła powszechna. Od 1959 roku Orle Gniazdo było dzierżawione przez Inspektorat Oświaty Dzielnicowej Rady Narodowej Warszawa-Śródmieście. Po powrocie do Polski w 1965 roku, Olga Małkowska przekazała wszystkie budynki w darowiźnie Prezydium Dzielnicowej Rady Narodowej Warszawa-Śródmieście. Obecnie znajduje się tam Szkolny Ośrodek Wypoczynkowy „Orle Gniazdo”.